# SARS-CoV-2 제타 변이
SARS-CoV-2 제타 변이(SARS-CoV-2 Zeta variant)는 코로나바이러스-19를 일으키는 바이러스인 SARS-CoV-2의 변이이다. 리우데자네이루주에서 처음 발견되었다. E484K 돌연변이가 숨어져 있으나 N501Y와 K417T 돌연변이는 아니다.
세계 보건 기구에 의해 제안된 단순화된 명명 규정에 따라 P.2가 "제로 변이" 이름으로 붙여졌으며 우려변이는 아니다. 국내에도 6건이 유입됐다

## 돌연변이